# George Sterling

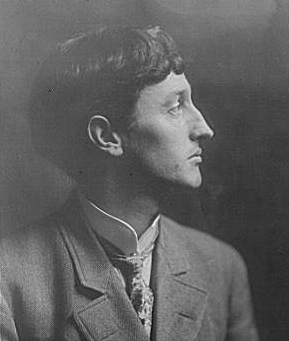
George Sterling

George Sterling (* 1. Dezember 1869 in Sag Harbor, Long Island, New York; † 17. November 1926 in San Francisco, Kalifornien) war ein US-amerikanischer Lyriker und Dramatiker.

## Leben
Sterling arbeitete als einfacher Büroangestellter in der Immobilien- und Versicherungsbranche in Oakland, da sein Onkel dort ein Unternehmen aufgebaut hatte. Dies gab ihm die Zeit zu lesen und zu schreiben. Später kam er nach San Francisco, wo er in der Stadt ein unstetes Bohemeleben führte.
Zu seinem Freundeskreis zählten bekannte Persönlichkeiten wie die Schriftsteller Ambrose Bierce und Jack London, insbesondere London wurde sein bester Freund sowie der Fotograf und Filmemacher Francis Bruguière.
1892 konnte er im San Francisco Examiner seine ersten Gedichte drucken lassen; der erste Gedichtband The testimony of the suns erschien 1903. Insgesamt hat er rund elf Gedichtbände und vier Theaterstücke hinterlassen. In einigen der Stücke, von denen Lilith das bekannteste ist, führte er auch Regie. Für San Francisco war er auch eine Art Heimatdichter, da er die Stadt in vielen Versen besang. Sterling hinterließ auch eine Reihe Kurzgeschichten bzw. Short Stories. Einflüsse auf sein Werk lassen sich durch Edgar Allan Poe, Charles Baudelaire und die literarischen Symbolisten erkennen. Einige Verse wurden ins Italienische übersetzt. Seine Lyrik ist bisweilen düster und hermetisch. Sie spiegelt die neuromantische Dichtung wider und ist an Satanismus, Schwarzer Romantik und Dekadenz angelehnt.
Sterling war verheiratet, ließ sich aber 1915 nach einer Reihe von Affären scheiden. Er experimentierte während des Schreibens seiner Verse mit Opium. Am 17. November 1926 beging er mit Zyankali Selbstmord, da er an Depressionen litt.
Die Stadt San Francisco ehrte den Dichter mit der Sterling-Lichtung im Stadtviertel Russian Hill. In dem 2003 erschienenen Band The thirst of Satan: Poems of Fantasy and Terror sind seine schwarzen Gedichte am besten greifbar.

## Werk (Auswahl)
- The testimony of the suns. 1903.
- A wine of Wizardry. 1909.
- The House of Orchids. 1911.
- Beyond the breakers. 1914.
- Lilith. 1919 (Theaterstück).
- Poetica erotica. 1921.